# Literatura proletaria
Basada en las ideas de Gorki, inspirada en las novelas de los anarquistas de la década de 1920, y luego promovida por Stalin como el realismo socialista, la novela proletaria tuvo su auge entre 1930 y 1944. Fueron los años de la depresión económica mundial y los escritores de base marxista anhelaron empezar la revolución social que habían pronosticado Marx y otros pensadores.
Los escritores más importantes de los EE. UU. se juntaron en el primer congreso de escritores americanos de 1935. Véase Liga de Escritores Americanos apoyada por el Partido Comunista de los Estados Unidos. Otros famosos eran Georg Fink (seudónimo del alemán Kurt Münzer), Mike Gold de Nueva York, José Revueltas de México,  Nicomedes Guzmán de Chile, Jorge Icaza del Ecuador, y varios otros.

## Literatura proletaria en el mundo

### Latinoamérica
La narrativa producida en América Latina durante las décadas de los años 30 y 40, también se vio influenciada por esta línea de denuncia. La novela proletaria también se le puede identificar como novela social, realismo social o realismo socialista. 
Es difícil hablar de obras representativas de esta corriente literaria ya que la producción fue vasta. Algunos críticos como David Foster analizan a detalle trece novelas pero menciona alrededor de veinte a treinta producciones más. 
Sin embargo, las novelas que han destacado en los estudios son: Huasipungo de Jorge Icaza Coronel, Los de abajo de Mariano Azuela y Raza de bronce de Alcides Arguedas ya que sus argumentos y personajes están definidos por un repudio hacia las fuerzas de opresión y represión, exponiendo en sus historias a las masas y clases inmigratorias y minoritarias.
De tal manera, tanto en América Latina como en lenguas anglosajonas, la novela proletaria proviene de la novela pastoril. En sí, su base es la propaganda de una clase social obrera que tiene intereses opuestos a la oligarquía la estética de esta corriente funciona en tratar de representar la realidad, teniendo como referentes contextos extraliterarios.

### Japón
La literatura proletaria constituyó casi la mitad de las páginas de las dos revistas más grandes del período de entreguerras, Chūō Kōron (Revisión central) y Kaizō (Reconstrucción), además de los dos periódicos izquierdistas más exitosos, Bungei Sensen (Frente literario) y Senki (Bandera de batalla). Escritores tan diversos como Yumeno Kyūsaku, Umehara Hokumei, Hayashi Fumiko y Ryūtanji Yū publicaron obras literarias que reflejaban la preocupación por los "detalles de la vida cotidiana bajo el capitalismo" y explotaron los problemas asociados con la industrialización, la modernización y la urbanización.